# Alter Friedhof in Zakopane

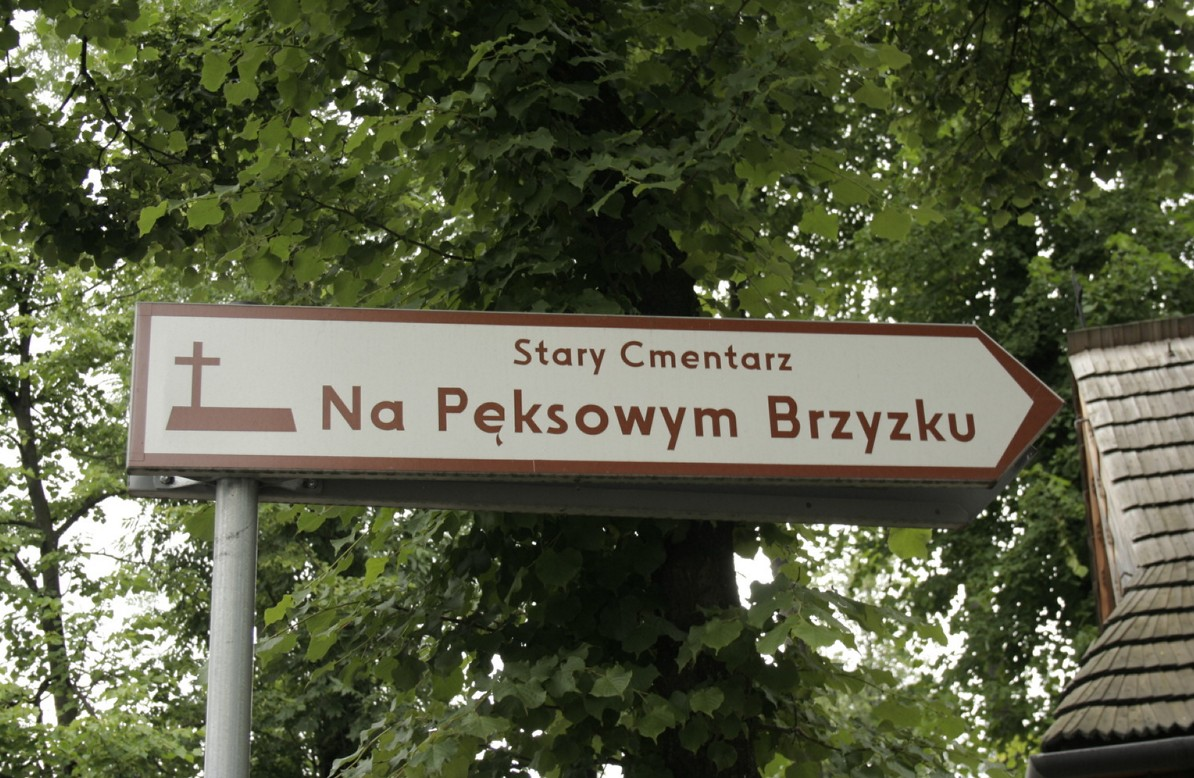
Hinweisschild

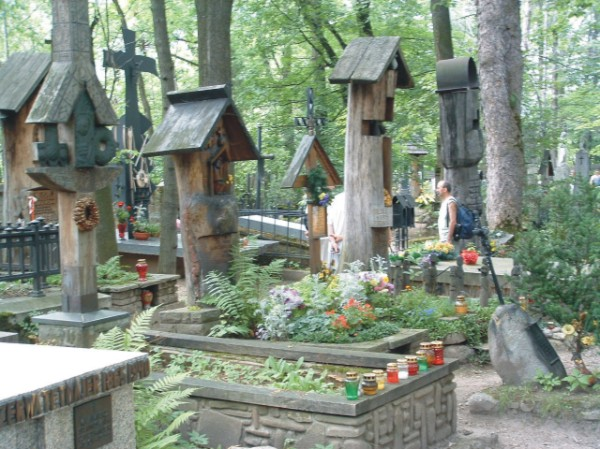
Im Frühjahr

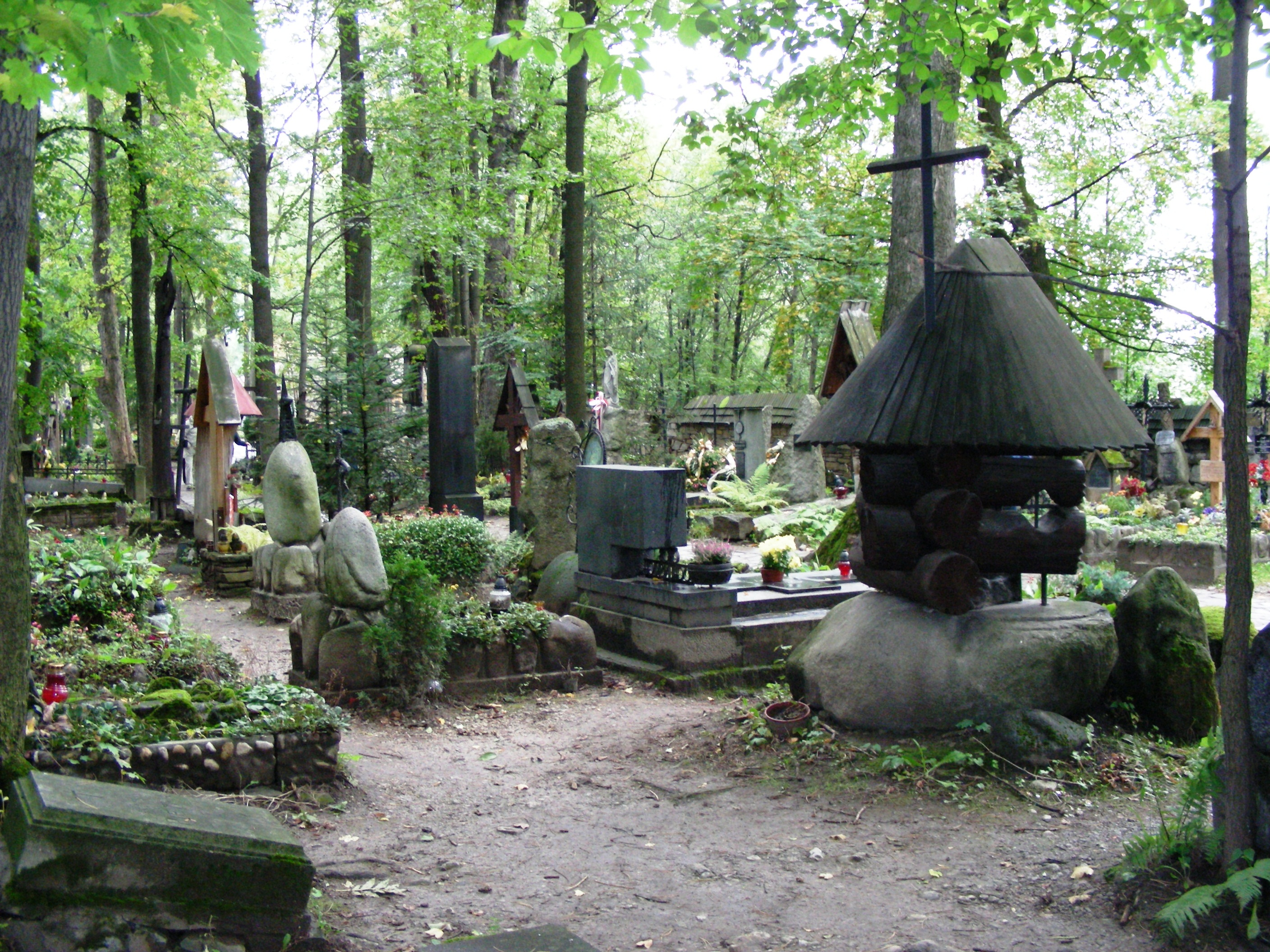
Im Frühjahr

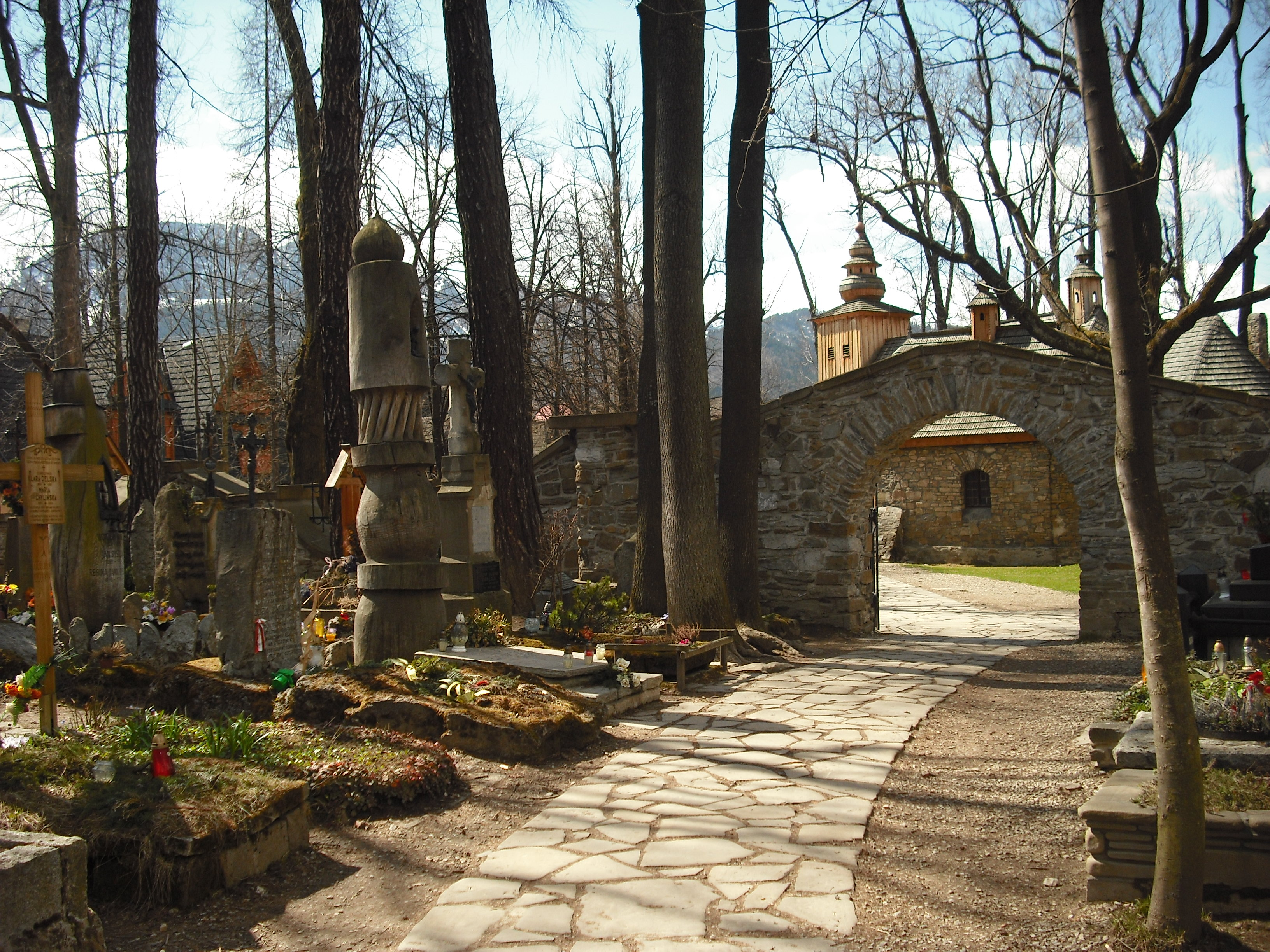
Im Herbst

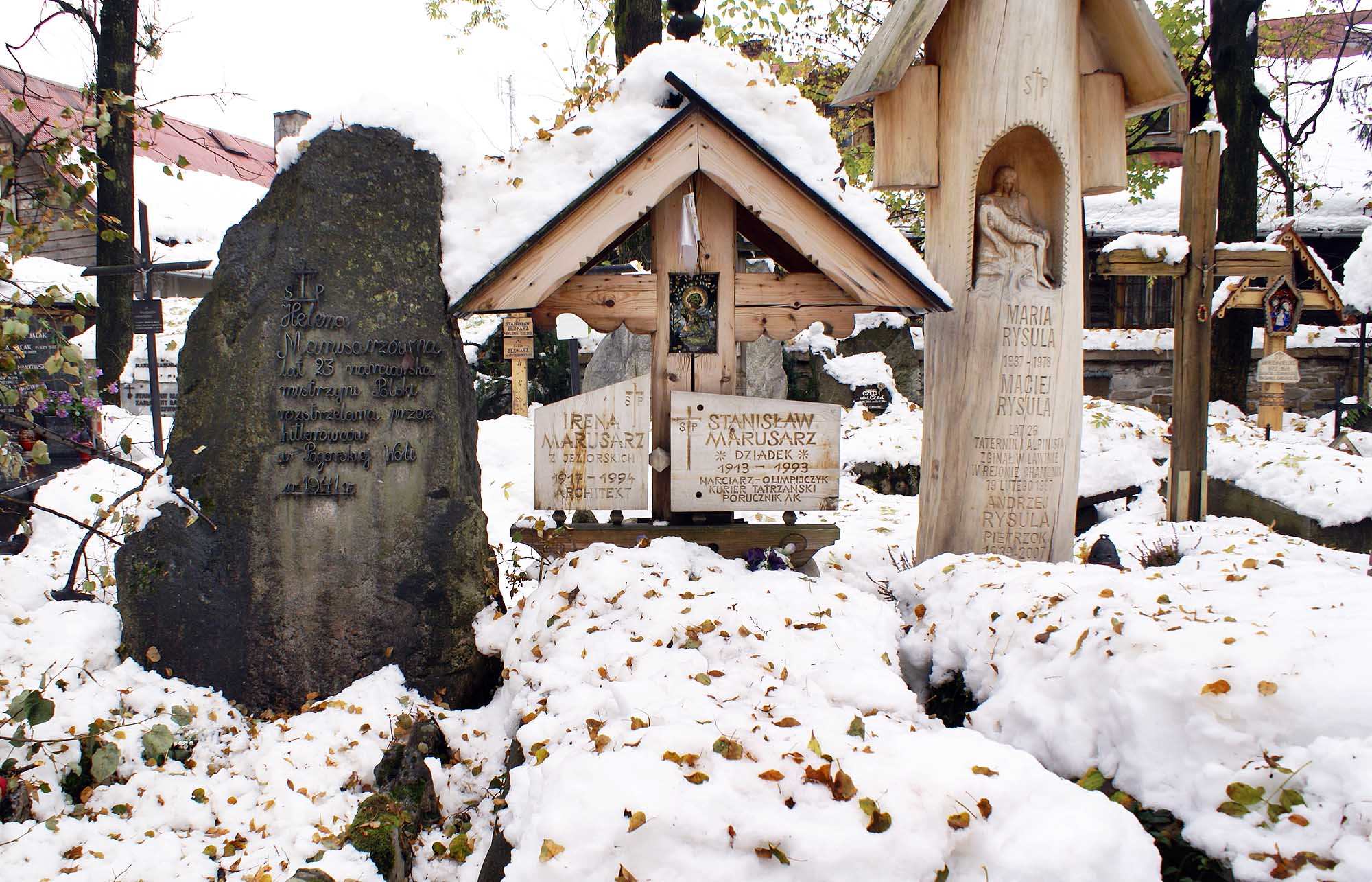
Im Winter

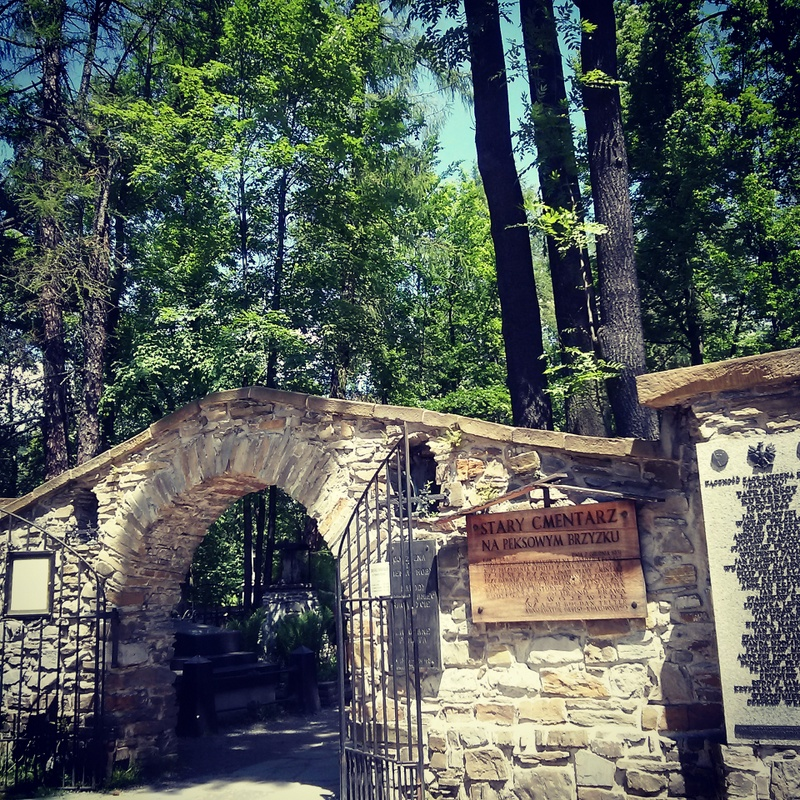
Eingangstor

Der Cmentarz Zasłużonych na Pęksowym Brzyzku, auch Stary cmentarz na Pęksowym Brzyzku genannt, ist der älteste Friedhof in Zakopane und wurde um 1850 eingerichtet. Sein Name lässt sich als Friedhof der Verdienten auf dem Pęksy-Hang bzw. Alter Friedhof auf dem Pęksy-Hang übersetzen. Der Friedhof ist nach Jan Pęksy benannt, der das Grundstück für den Friedhof gestiftet hat.

## Geschichte
1847 wurde die Holzkirche zur Muttergottes von Tschenstochau als Friedhofskirche erbaut. Um dieselbe Zeit wurde auch der Friedhof angelegt. Auf dem Friedhof gibt es ca. 500 Gräber, wobei ca. 250 bedeutende Personen dort bestattet sind, insbesondere Geistliche, Kurärzte, Künstler, Schriftsteller, Musiker, Bergführer, Bergsteiger, Wintersportler, aber auch in der Tatra verunglückte Alpinisten. Die meisten Gräber sind mit aufwendigen Holzschnitzarbeiten der Zakopaner Schule aus der vorletzten Jahrhundertwende verziert. Der Friedhof ist als Kulturdenkmal denkmalgeschützt. Seit dem Ersten Weltkrieg werden nur noch Personen auf dem Friedhof bestattet, die ein Familiengrab dort haben bzw. um die Stadt Zakopane verdient sind.

## Lage
Der Friedhof befindet sich im Zentrum Zakopanes. In unmittelbarer Nähe befinden sich die Haupteinkaufsstraße Krupówki sowie die untere Station der Standseilbahn auf den Berg Gubałówka.

## Gräber von bekannten Verstorbenen
Es ruhen hier unter anderen:
- Stanisław Ignacy Witkiewicz (1885–1939), symbolisches Grab
- Stanisław Marusarz (1913–1993)
- Helena Marusarzówna (1918–1941)
- Kornel Makuszyński (1884–1953)
- Władysław Orkan (1875–1930)
- Kazimierz Przerwa-Tetmajer (1865–1940)
- Tytus Chałubiński
- Jan Krzeptowski, genannt Sabała
- Stanisław Witkiewicz (1851–1915)
- Karol Stryjeński
- Antoni Kenar (1906–1959)
- Jan Długosz
- Antoni Rząsa
- Władysław Hasior (1928–1999)
- Andrzej Chramiec
- Józef Stolarczyk
- Beata Obertyńska
- Maria Witkiewiczowa
- Józef Fedorowicz
- Wanda Gentil-Tippenhauer